# Ruth Rendell
Ruth Rendell, pseudonimo di Ruth Barbara Grasemann Rendell (Londra, 17 febbraio 1930 – Londra, 2 maggio 2015), è stata una scrittrice britannica.

## Biografia
Autrice di best seller polizieschi, del mistero e romanzi psicologici, condivideva con la buona amica e scrittrice P. D. James l'appellativo di "regina del crimine".
Nata Ruth Grasemann, londinese, figlia di insegnanti, il padre di umili origini da lavoratore portuale seppe conquistarsi un'istruzione universitaria fino all'insegnamento scientifico e matematico, la madre svedese di nascita, cresciuta a Copenaghen da dove emigrò nel 1905, Ruth venne educata presso la County High School for Girls a Loughton, Essex. Primo impiego come giornalista presso il giornale locale, dal quale fu cacciata, però, dopo la pubblicazione di un suo articolo sull'annuale cena del locale Tennis Club senza avervi effettivamente partecipato, smascherata a causa di un incidente tecnico all'amplificazione che interruppe l'oratore a metà del discorso e di cui non c'era traccia nel suo articolo. Nel 1950 ventenne sposa il giornalista Donald Rendell dal quale tre anni dopo (1953) ebbe il suo unico figlio.
Dopo un decennio trascorso come casalinga, l'esordio come scrittrice con due novelle inedite che precedettero la pubblicazione del suo primo romanzo poliziesco Lettere mortali (1964), diventato Con la morte nel cuore nella ristampa, i cui diritti furono acquistati dall'editore John Long per 75 sterline e che vide la prima apparizione del burbero ma acuto ispettore capo Reginald Wexford, personaggio destinato a diventare protagonista popolare e duraturo, ispiratore anche di riduzioni televisive, in servizio presso la stazione di polizia della immaginaria cittadina di Kingsmarkham, (Sussex).
I romanzi che vedono le investigazioni dell'ispettore capo Wexford si sviluppano attraverso approfonditi ritratti psicologici coi quali l'autrice tende all'esplorazione del mondo criminale attraverso le ossessioni sessuali o gli effetti dell'incomunicabilità o all'incidenza della casualità sulle personalità criminali. In molti di questi episodi narrativi i protagonisti sono spesso disadattati ai margini della società: quanto questo stato e le sue ripercussioni negative incidano sulle loro gesta e gli effetti sulle vittime è l'oggetto delle speculazioni narrative di Rendell.
Il 1975 vede il divorzio tra Ruth e Donald Rendell; nel 1977 si risposano.
Nel 1986, con lo pseudonimo di Barbara Vine (il nome deriva dalla combinazione del suo secondo nome col cognome da nubile della nonna), la scrittrice introdusse un ulteriore elemento stilistico alle sue narrazioni psicologiche, approfondendo i temi delle incomprensioni famigliari, gli effetti dei segreti custoditi di crimini commessi o anche delle sofferenze dei malati cronici e le ripercussioni sulla vita famigliare di cui l'autrice sperimentò la tragedia durante la malattia della madre.

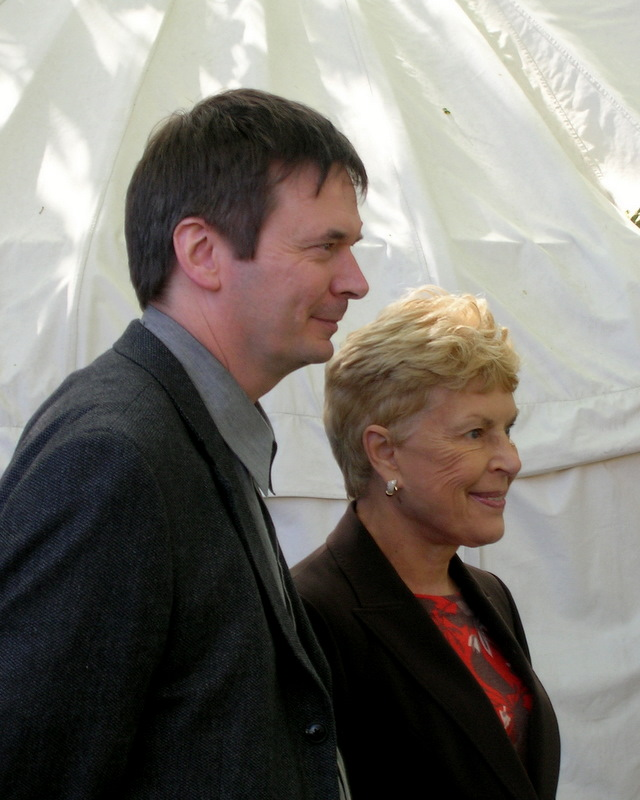
Ruth Rendell, a fianco di Ian Rankin, all'Edinburgh International Book Festival (2007)

Rendell è apprezzata per l'eleganza della sua prosa, la cura dei dettagli, lo spessore psicologico dei profili e le sue intuizioni sui complessi meccanismi che sovrintendono al funzionamento della mente umana, per la capacità di cogliere e trattare, nell'arco dello sviluppo di tutta la sua carriera letteraria, l'evoluzione sociale con le sue implicazioni comportamentali, come il diffondersi della violenza domestica, il razzismo, i temi ambientali e gli effetti dell'accresciuto ruolo sociale delle donne.
Meticolosa e abitudinaria nello stile di vita quanto nel lavoro, era solita scrivere quotidianamente nelle ore della mattinata, fare passeggiate quotidiane durante le quali sviluppava le idee narrative, impegni politici permettendo.
Alcuni dei suoi romanzi sono stati portati sul grande schermo: La morte non sa leggere, da cui fu tratto dapprima il film omonimo nel 1986., quindi Il buio nella mente del 1995 di Claude Chabrol; sempre Chabrol nel 2004 trasse La damigella d'onore da Il pugnale di vetro; Pedro Almodóvar trasse il suo Carne trémula dal romanzo del 1986 Carne Viva.
Ruth Rendell è stata membro della Camera dei Lords tra i banchi laburisti, mentre tra i conservatori sedeva P. D. James. Nel 1996 le fu assegnata l'onorificenza la Stella dell'Ordine di cavalleria britannico (Commander of the British Empire), nel 1997 fu insignita del titolo di Baronessa di Aldeburgh (nel distretto di Babergh).
Nel 1999 muore il marito Donald.
Colpita da ictus nel gennaio 2015, è deceduta nel maggio dello stesso anno all'età di 85 anni.

## Opere

### Serie con l'ispettore capo Reginald Wexford
1. From Doon with Death, 1964
  1. Lettere mortali, Il Giallo Mondadori n. 1664, 1980
  2. Con la morte nel cuore, Fanucci, 2004
2. A New Lease on Death, pubblicato negli USA come The Sins of the Fathers  1967
  1. Il caso è aperto, Il Giallo Mondadori n. 1814, 1983
  2. La morte in versi, Fanucci, 2004
3. Wolf to the Slaughter, 1967
  1. Un certo Smith, Il Giallo Mondadori n. 1800, 1983, I Classici del Giallo n. 814, 1998
4. The Best Man to Die, 1969
  1. Il mio peggior amico[4], Il Giallo Mondadori n. 1096, 1970
  2. La morte del testimone, Fanucci, 2005
5. A Guilty Thing Surprised, 1970
  1. Quella buia notte di settembre, Il Giallo Mondadori n. 1904, 1985
6. No More Dying Then, 1971
  1. Caccia al kidnapper, Il Giallo Mondadori n. 1241, 1972
7. Murder Being Once Done, 1972
  1. La ragazza caduta dal cielo, Il Giallo Mondadori n. 2055, 1988
8. Some Lie and Some Die, 1973
  1. Chi muore e chi mente, Il Giallo Mondadori n. 1955, 1986
9. Shake Hands Forever, 1975
  1. Addio per sempre, Il Giallo Mondadori n. 2032, 1988
10. A Sleeping Life, 1979
  1. Sulle orme di un'ombra, Il Giallo Mondadori n. 1593, 1979
11. Put On by Cunning (pubblicato negli USA come: Death Notes), 1981
  1. Il flauto tragico, Il Giallo Mondadori n. 1748, 1982
12. The Speaker of Mandarin, 1983
  1. L'ispettore vede giallo, Il Giallo Mondadori n. 1855, 1984; I Classici del Giallo n. 891, 2001
  2. Omicidio a Thatto Castle, trad. di D. Biasi, Milano, Mondadori, 2002
13. An Unkindness of Ravens, 1985
  1. La sfida del corvo, Il Giallo Mondadori n. 1964, 1986
14. The Veiled One, 1988
  1. La donna velata, Il Giallo Mondadori n. 2089, 1989
15. Kissing the Gunner's Daughter, 1991
  1. Oltre il cancello, Il Giallo Mondadori n. 2372, 1994
16. Simisola, 1994
  1. La leggerezza del dovere, Mondadori, 1995
17. Road Rage, 1997
  1. La strada delle farfalle, Mondadori, 1998
18. Harm Done, 1999
  1. La crociata dei bambini, Il Giallo Mondadori n. 3129, 2015
19. The Babes in the Wood, 2002
  1. Soli nel bosco, Il Giallo Mondadori n. 3134, 2015
20. End in Tears, 2005
  1. Una fine in lacrime, Fanucci, 2006
  2. Una fine in lacrime, Il Giallo Mondadori n. 3146, 2016
21. Not in the Flesh, 2007
  1. Il bosco maledetto, Fanucci, 2008
  2. Il bosco maledetto, Il Giallo Mondadori n. 3153, 2017
22. The Monster in the Box, 2009
  1. Lo sguardo del mostro, Il Giallo Mondadori n. 3163, 2018
23. The Vault, 2011
  1. Il pozzo della morte, Il Giallo Mondadori n. 3169, 2018
24. No Man's Nightingale, 2013
  1. Il tempo dell'odio, Il Giallo Mondadori n. 3182, 2019

#### La serie televisiva
I casi dell'Ispettore Wexford hanno dato vita alla serie televisiva Ruth Rendell Mysteries 1987-2000. Wexford è stato interpretato da George Baker e la parte di Burden (sottoposto di Wexford) è toccata a Christopher Ravenscroft

### Altri romanzi
- Vespe e veleni (To Fear a Painted Devil, 1965), Il Giallo Mondadori n. 1689, 1981.
- Il tarlo del sospetto (Vanity Dies Hard, 1965, pubblicato negli USA come In Sickness and in Health), Milano, Mondadori, 1989; Il Giallo Mondadori n. 2236, 1991.
- Il segreto della casa (The Secret House of Death, 1968), Il Giallo Mondadori n. 1837, 1984.
- Rebus per un funerale (One Across, Two Down, 1971), Il Giallo Mondadori n. 1217, 1972.
- Il volto del peccato (The Face of Trespass, 1974), Milano, Mondadori, 1990; Il Giallo Mondadori n. 2254, 1992.
- Paura di uccidere (A Demon in My View, 1976), Il Giallo Mondadori n. 1485, 1977.
- La morte non sa leggere (A Judgement in Stone, 1977), Milano, Mondadori, 1987.
- La morte mi ama (Make Death Love Me, 1979), Il Giallo Mondadori n. 1647, 1980.
- Nel lago d'ombra (The Lake of Darkness, 1980), Il Giallo Mondadori n. 1768, 1982.
- Il mistero della brughiera (Master of the Moor, 1982), Il Giallo Mondadori n. 2311, 1993.
- La bambola che uccide (The Killing Doll, 1984), Milano, Rizzoli, 1985; Milano, Bompiani, 1993.
- L'albero delle mani (The Tree of Hands, 1984), Milano, Rizzoli, 1989.
- Carne viva (Live Flesh, 1986), Milano, Rizzoli, 1990; Milano, Mondadori, 2016.[6]
- Parlando con uno sconosciuto (Talking to Strange Men, 1987), Milano, Rizzoli, 1991.
- A forma di cuore (Heartstones, 1987), Milano, Bompiani, 1989. romanzo breve
- Il pugnale di vetro (The Bridesmaid, 1989), Milano, Rizzoli, 1993; Milano, Mondadori, 2016.
- Qualcosa di sbagliato (Going Wrong, 1990), Milano, Rizzoli, 1992.
- L'urlo del colibrì (The Crocodile Bird, 1993), Milano, Rizzoli, 1994.
- Il parco delle anime (The Keys to the Street, 1996), Milano, Mondadori, 1997.
- Occhi senza vita (A Sight for Sore Eyes, 1998), trad. di Giuseppe Settani, Il Giallo Mondadori BIG n. 3, gennaio 2024.
- Jock (Adam and Eve and Pinch Me, 2001), trad. di Marco Bertoli, Il Giallo Mondadori BIG n.9, dicembre 2024.
- La bottega dei delitti (The Rottweiler, 2003), Roma, Fanucci, 2004.
- I tredici scalini (Thirteen Steps Down, 2004), Roma, Fanucci, 2005.
- La verità nascosta (The Water's Lovely, 2006), Roma, Fanucci, 2007.
- The Thief, 2006. romanzo breve
- Portobello (Portobello, 2008), Roma, Fanucci, 2010.
- La serra (Tigerlily's Orchids, 2010), trad. di Giuseppe Settanni, Il Giallo Mondadori n. 3230, agosto 2023.
- The Saint Zita Society, 2012.
- Torneranno alla luce (The Girl Next Door, 2014), trad. di Giuseppe Settanni, Il Giallo Mondadori n. 3194, agosto 2020.
- Angolo buio (Dark Corners, 2015), Milano, Mondadori, 2016.

### Altri romanzi (con lo pseudonimo Barbara Vine)
- Occhi nel buio (A Dark-Adapted Eye, 1986), Milano, Longanesi, 1990; Milano, TEA, 1997.
- La casa della lunga estate (A Fatal Inversion, 1987) (Longanesi, 1987; Milano, TEA, 1993.
- Ombre sulle scale (The House of Stairs, 1988), Milano, Longanesi, 1991; Milano, TEA, 1998.
- Gallowglass, 1990
- Il tappeto di re Salomone (King Solomon's Carpet, 1991), Milano, Corbaccio, 1995; Milano, TEA, 1997.
- I giorni di Asta Westerby (Asta's Book, 1993), Milano, Mondadori, 1995.
- La notte dei due uomini (No Night Is Too Long, 1994), Milano, Mondadori, 1996.
- La villa dei ricordi cattivi (The Brimstone Wedding, 1995), Milano, Mondadori, 1997.
- The Chimney Sweeper's Boy, 1998
- Grasshopper, 2000
- The Blood Doctor, 2002
- Il minotauro (The Minotaur, 2005), Roma, Fanucci, 2006.
- The Birthday Present, 2008
- The Child's Child, 2012

### Raccolte di racconti
- The Fallen Curtain, 1976
- Means of Evil, 1979, cinque racconti con l'ispettore capo Wexford
- The Fever Tree, 1982
- The New Girlfriend, 1985
- Racconti (Collected Short Stories, 1987), Milano, Bompiani, 1991.
- The Copper Peacock, 1991
- Blood Lines, 1995
- Piranha to Scurfy, 2000
- Collected Short Stories, Volume 1, 2006
- Collected Short Stories, Volume 2, 2008
- A Spot Of Folly, 2017

## Riconoscimenti
- 1976 - Premio Gold Dagger Award per A Demon in My View[7].
- 1979 - finalista all'Edgar Award per A Sleeping Life[8].
- 1980 - Premio The Martin Beck Award[9]; finalista all'Edgar Award per Make Death Love Me[10].
- 1984 - Edgar Award per il racconto con The New Girlfriend[11]; Premio Silver Dagger Award per The Tree of Hands[12].
- 1986 - Premio Gold Dagger Award per Live Flesh[13]; finalista all'Edgar Award per An Unkindness of Ravens e The Tree of Hands[14].
- 1987 - (con lo pseudonimo Barbara Vine) Premio Edgar Award per A dark-adapted eye[15] e Premio Gold Dagger Award per A Fatal Inversion[16].
- 1991 - Premio Gold Dagger Award per King Solomon's Carpet[16].
- 1997 - Premio Mystery Writers of America[17].